# Соколовский, Борис Ильич
Борис Ильич Соколовский (род. 9 декабря 1953, Пенза, СССР) — советский и российский баскетболист, тренер. Мастер спорта СССР (1978).
Окончил Куйбышевский политехнический институт (1975).

## Биография
Родился 9 декабря 1953 года в городе Пенза. С 1971 по 1979 годы играл в баскетбол одновременно учась или работая. С 1975 по 1976 годы работал инженером на заводе «Электрощит». С 1976 по 1979 годы сотрудник проектного института «Таджикгипросельхозстрой» (г. Душанбе).
С 1979 года начал тренировать мужские и женские команды.
С 1986 года в качестве помощника главных тренеров привлекался в сборные СССР и России, как в мужские, так и в женские команды. С 2010 года по 2012 года являлся главным тренером женской баскетбольной сборной России. С августа 2014 года возглавил самарские «Красные крылья».

## Достижения
- Бронзовый призёр чемпионата России[1] (1997 год)
- Вице-чемпион мира (2006)
- Чемпион Европы среди молодёжных команд (2006)
- Чемпион Европы (2007; 2011)
- Бронзовый призёр Олимпиады как тренер женской сборной России (2008)
- Вице-чемпион Универсиады (2009)